# انتقام پلنگ صورتی
انتقام پلنگ صورتی (Revenge of the Pink Panther) فیلمی کمدی، محصول سال ۱۹۷۸ است. این فیلم ششمین فیلم از سری پلنگ صورتی و پنجمین فیلم از این سری با بازی پیتر سلرز در نقش بازرس کلوزو است.

## چکیده داستان
بازرس کلوزو که از شانزده سوء قصد به جانش به سلامت جسته، تبدیل به یک افسانه شده است. باند قاچاق مواد مخدر موسوم به ارتباط فرانسوی، برای نشان دادن قدرت خود به «مشتریان»، به دنبال از بین بردن  بازرس کلوزو است. آنها یک جنایتکار فراری را به اشتباه به جای کلوزو می کشند. کلوزو که مرده تلقی می شود، از افتخار مراسم تشییع جنازه ملی برخوردار می شود. بازرس دریفوس، مافوق سابق و «دشمن نزدیک کلوزو» از آسایشگاه روانی که در آن بستری بوده، مرخص می شود ( مراجعه شود به قسمتهای قبلی) . کلوزو هم به نوبه خود به کمک کاتو تحقیق را دنبال می کند. همه آنها در هنگ کنگ با هم ملاقات می کنند